# Sipos Áron
Sipos Áron (Budapest, 1947. szeptember 26. – 2022. november 21.) magyar filmproducer, műfordító, dramaturg.

## Életpályája
1966-ban érettségizett a Könyves Kálmán Gimnáziumban. Az 1970-es évektől jelentek meg versei. 1972-ben bölcsész diplomát (olasz–történelem) szerzett a szegedi József Attila Tudományegyetemen. 1972–1983 között szinkrondramaturg volt a Pannónia Filmstúdióban. 1983–1989 között művészeti vezető volt a Vianco Filmstúdiónál. 1990-től ügyvezető igazgatója, producere, 2001-től tulajdonosa volt a Focus Film Kft-nek.

### Munkássága
Vurstli című színdarabját bemutatta a Stúdió K. Fordított Oriana Fallaci, Dario Fo, Joszif Brodszkij, Nâzım Hikmet műveiből. Fellini Amarcord és Woody Allen Annie Hall című filmjének magyar szövege is az ő munkája. Animációs filmek dramaturgjaként jegyzi többek között az Oscar-díjas A légy (rendező: Rofusz Ferenc) című rövidfilmet, az Ad astra című cannes-i nagydíjas és az Ab ovo/homoknyomok című Cakó Ferenc műveket.

## Filmek

### Line producer
- Etoile (olasz). Rendező: Peter Del Monte
- A templom (olasz). Rendező: Michele Soavi
- Egy különleges kiküldött (olasz). Rendező: Ruggero Deodato
- Giorgio Perlasca (olasz) dokumentumfilm, szerkesztő-rendező: Enrico Deaglio
- Agglegény (olasz). Rendező: Roberto Faenza
- Magyarország – visszatérés a kommunizmusból (olasz) dokumentumfilm. Rendező: Pino Adriano
- Az operaház fantomja (olasz). Rendező: Dario Argento

### Társproducer/producer
- T.I.R. 13 részes tévésorozat, koprodukció az Olasz Állami Televízióval (RAI)
- Jónás, aki a cethal gyomrában élt; francia–olasz–magyar koprodukció. Rendező: Roberto Faenza, operatőr: Kende János
- Megint tanú. Rendező: Bacsó Péter; olasz–magyar–német koprodukció
- Pepolino. Rendező: Uzsák János; német–magyar–kanadai koprodukció, rajzfilm
- Szomorú vasárnap. Rendező: Rolf Schübel; német–magyar koprodukció
- Jurij. Rendező: Stefano Gabrini; olasz–magyar koprodukció
- Nobel. Rendező: Fabio Carpi; olasz–magyar–dán–francia koprodukció
- Az egyiptomi tanács. Rendező: Emidio Greco, olasz–magyar–francia koprodukció
- Papa (RUA ALGUEM 5555). Rendező: Egidio Eronico; operatőr: Kende János, olasz–magyar–brazil koprodukció
- Perlasca, egy igaz ember története. Rendező: Alberto Negrin olasz–magyar–francia koprodukció; játékfilm
- Tulse Luper bőröndjei I-II-III. Rendező: Peter Greenaway; angol–luxemburgi–olasz–spanyol–magyar–német koprodukció
- A rózsa énekei Rendező: Szilágyi Andor; olasz–magyar koprodukció
- Alagút a szabadság felé. Rendező: Enzo Monteleone; 2x100 perce tévésorozat és 100 perces játékfilm változata; olasz-magyar koprodukció
- Gino Bartali. Rendező: Alberto Negrin; 2x100 perces tévésorozat és 100 perces játékfilm változata; olasz-magyar koprodukció
- Hold és csillagok. Rendező: John Irvin, Operatőr: Ragályi Elemér; olasz–angol–magyar koprodukció
- Kereszteshadjárat farmerban. Rendező: Ben Sombogart; magyar-német-holland-angol koprodukció
- Az emigráns. Rendező: Dárday István – Szalai Györgyi; magyar-olasz koprodukció